# 大門沢川
大門沢川（だいもんざわがわ）は、長野県松本市を流れる信濃川水系の一級河川。

## 地理
西大門沢川と東大門沢川の流れがある。西大門沢川は芥子坊主山に端を発し、一方の東大門沢川は女鳥羽川の岡田稲倉地区の取水堰で分水した農業用水が集まる。この女鳥羽川からの分水により、扇状地で農業用水が得られなかった岡田地区の水稲工作が可能になった。東西ふたつの流れを松本市開智2丁目（松本市中央図書館付近）で合わせたのち松本市街地を流れ、奈良井川に合流する。
現在の東大門沢川の松本市桐2丁目付近から下流の流路は、江戸期に行われた女鳥羽川流路変更以前の古い流路と考えられている。
大門沢川は、一級河川ながら小さい川である。そのため長年にわたり洪水や渇水に悩まされてきた。周辺の村々（蟻ヶ崎村、岡田村、桐村）は、長い間水不足に苦しめられ、江戸期からのため池で水量を調整している。近年では、用水路の整備や区画改良が進められている。

## 流域の自治体
長野県
松本市